# Victoria International Airport
Victoria International Airport (franska: Aéroport international de Victoria) är en flygplats i Kanada.   Den ligger i provinsen British Columbia, i den södra delen av landet, 3 600 km väster om huvudstaden Ottawa. Victoria International Airport ligger 19 meter över havet.
Terrängen runt Victoria International Airport är platt åt sydost, men åt nordväst är den kuperad. Havet är nära Victoria International Airport åt nordost.Trakten är tätbefolkad. Närmaste större samhälle är Saanich, 11,6 km söder om Victoria International Airport. 